# Flaga Sri Lanki
Flaga Sri Lanki – flaga państwowa Sri Lanki zatwierdzona 7 września 1978. 

## Opis
Flaga ma kształt prostokątny o proporcjach 1:2. Ma obwódkę w kolorze żółtym, wewnątrz której znajdują się pionowe pasy, od lewej: zielony, szafranowy , pas w stylu obwódki oraz lew w kolorze żółtym na czerwonym tle , trzymający w prawej przedniej łapie wyprostowany miecz, zwrócony w lewą stronę; w 4 narożnikach czerwonego obszaru znajdują się źółte liście figowca pagodowego.

## Historia
W tradycyjnej literaturze w sanskrycie i języku pali wyspę określa się mianem Sinhaladvipa. Słowo sinha oznacza w języku syngaleskim lwa i właśnie złoty lew trzymający miecz był od XV wieku umieszczony na karminowym płacie chorągwi państwowej. Taka flaga, z żółtym obramowaniem, stała się 4 lutego 1948 pierwszą flagą państwową niepodległego Cejlonu. 2 marca 1951 dodano dwa pasy – zielony i pomarańczowy. Kształt ozdobników w rogach pola czerwonego zmieniono w 1972, tak by odpowiadały kształtem liściom drzewa figowego, pod którym siedział Budda Siakjamuni. 

## Symbolika
Złoty lew symbolizuje syngaleską etykę, dążenie do pokoju. Cztery liście symbolizują cztery cnoty buddyzmu - miłość, współczucie, litość i spokój. Złoty miecz to symbol niepodległości, a jego rękojeść symbolizuje cztery żywioły: wodę, ogień, powietrze i ziemię. Kręcona sierść na głowie lwa oznaczają posłuszeństwo, mądrość i medytację. Broda lwa symbolizuje czystość słów. Nos lwa to symbol inteligencji, a jego przednie łapy to praworządne bogacenie się.
Kolor pomarańczowy jednego z pasów oznacza Tamilów, a zielony muzułmanów i Moorów. Złote obramowanie flagi oznacza inne mniejszości etniczne i religijne zamieszkujące Sri Lankę i odnosi się do kolonialnej przeszłości kraju.

Flaga brytyjskiego Cejlonu 1815–1948
Flaga Sri Lanki 1948–1951
Flaga Sri Lanki 1951–1972